# Michel Poncet de La Rivière (1609-1677)
Pour les articles homonymes, voir Poncet.
 Michel Poncet de La Rivière  (né à Paris vers 1609 et mort le 21 février 1677) est un ecclésiastique qui fut successivement évêque de Sisteron puis archevêque de Bourges.

## Biographie
Michel Poncet est issu d'une famille de robe dont plusieurs autres membres furent évêques. Il est le fils de Mathieu Poncet, seigneur de Gournay-sur-Marne et de Brétigny-sur-Orge « auditeur des comptes » et d'Antoinette Pollaër dont le père exerce la même charge. Il est le « Frère de Monsieur Poncet, conseiller d'État ordinaire » c'est-à-dire de Pierre Ier Poncet, titré comte d'Ablis en 1658
Il nait à Paris où il est baptisé dans la paroisse Saint-Gervais. Il effectue se études à l'université de Paris obtient sa maîtrise ès arts en 1626, le titre de bachelier en théologie en 1631 et sa licence en 1634. Il est docteur en Sorbonne où il enseigne. Prêtre vers 1634. Commendataire de l'abbaye d'Airvault en 1646 et aumônier du roi Louis XIV de France. Prévôt d'Ingré au diocèse de Chartres et doyen de Poitiers en 1655, il participe à l'assemblée du clergé dont il est « promoteur »
Il est nommé évêque de Sisteron en 1667 et consacré par Hardouin de Péréfixe de Beaumont  l'archevêque de Paris. Envisagé comme évêque de Fréjus en 1674, il est finalement transféré a l'archidiocèse de Bourges en 1675. Il consent par un acte du 7 mars 1676  au démembrement de la province ecclésiastique de Bourges trop vaste et à la création de la province ecclésiastique d'Albi. 
Il meurt d'apoplexie le 21 février 1677 et il est inhumé dans le chœur de la cathédrale